# Hau (Bechen)
Hau ist ein Wohnplatz in der Gemeinde Kürten im Rheinisch-Bergischen Kreis. Er ist nicht zu verwechseln mit Hau bei Biesfeld.

## Lage und Beschreibung
Der kleine Ort liegt an der Verbindungsstraße zwischen Hachenberg und Neuensaal.

## Geschichte
Die Topographia Ducatus Montani des Erich Philipp Ploennies aus dem Jahre 1715, Blatt Amt Steinbach, belegt, dass der Ort bereits 1715 als Ort mit einem Hof bestand und als Hau bezeichnet wurde. Carl Friedrich von Wiebeking benennt die Hofschaft auf seiner Charte des Herzogthums Berg 1789 als Hau. Aus ihr geht hervor, dass Hau zu dieser Zeit Teil der Honschaft Bechen im Kirchspiel Bechen im Landgericht Kürten war.
Unter der französischen Verwaltung zwischen 1806 und 1813 wurde das Amt Steinbach aufgelöst und der Ort wurde politisch der Gemeinde Bechen in der Mairie Kürten im Kanton Wipperfürth im Arrondissement Elberfeld zugeordnet. 1816 wandelten die Preußen die Mairie zur Bürgermeisterei Kürten im Kreis Wipperfürth.
Hau gehörte zu dieser Zeit zur Gemeinde Bechen.
Der Ort ist auf der Topographischen Aufnahme der Rheinlande von 1824 als Hau und auf der Preußischen Uraufnahme von 1840 als Höfe verzeichnet.
Ab der Preußischen Neuaufnahme von 1892 ist er auf Messtischblättern regelmäßig als Hau verzeichnet.
1822 lebten sieben Menschen im als Haus kategorisierten und Hau bezeichneten Ort.
Der 1845 laut der Uebersicht des Regierungs-Bezirks Cöln als Haus kategorisierte Ort besaß zu dieser Zeit ein Wohnhaus. Zu dieser Zeit lebten neun Einwohner im Hau genannten Ort, davon alle katholischen Bekenntnisses.
Die Gemeinde- und Gutbezirksstatistik der Rheinprovinz führt Hau 1871 mit zwei Wohnhäusern und zehn Einwohnern auf. Im Gemeindelexikon für die Provinz Rheinland von 1888 werden zwei Wohnhäuser mit zehn Einwohnern in der Gemeinde Bechen angegeben. 1895 hatte der Ort zwei Wohnhäuser und elf Einwohner. 1905 besaß der Ort zwei Wohnhäuser und 13 Einwohner.
1927 wurde die Bürgermeisterei Kürten in das Amt Kürten überführt. In der Weimarer Republik wurden 1929 die Ämter Kürten mit den Gemeinden Kürten und Bechen und Olpe mit den Gemeinden Olpe und Wipperfeld zum Amt Kürten zusammengelegt. Der Kreis Wipperfürth ging am 1. Oktober 1932 in den Rheinisch-Bergischen Kreis mit Sitz in Bergisch Gladbach auf. 1975 entstand aufgrund des Köln-Gesetzes die heutige Gemeinde Kürten, zu der neben den Ämtern Kürten, Bechen und Olpe ein Teilgebiet der Stadt Bensberg mit Dürscheid und den umliegenden Gebieten kam.